# Dove c'è musica
Albums de Eros Ramazzotti
Tutte storie
(1993) Eros
(1997)
Singles
1. Più bella cosa
Sortie : 9 avril 1996
2. Stella gemella
Sortie : 1996
3. L'aurora
Sortie : février 1997

Dove c'è musica est le septième album studio du chanteur et musicien pop rock italien Eros Ramazzotti, sorti en mai 1996.

## Présentation
L'album est le premier entièrement produit par Ramazzotti lui-même et, également, le premier sans aucune implication du collaborateur de longue date, Piero Cassano (it).
Dove c'è musica se décline dans une version espagnole intitulée Donde hay música.
Il connaît un excellent succès commercial à la fois en Italie, où il se vend à plus de 1 500 000 exemplaires, restant à la première position dans les charts pendant 16 semaines consécutives et dans plusieurs pays européens.
L'album atteint, en effet, la première place en Allemagne durant deux semaines (où il reste au classement pendant 76 semaines), en Suisse pendant huit semaines, en Autriche, en Belgique (trois semaines en Flandre et deux en Wallonie) et en Suède pour deux semaines.
Il se vend, au total, à plus de 6 millions d'exemplaires dans le monde entier.
Parmi les chansons du disque, Più bella cosa rend hommage à la musique et aussi à sa compagne d'alors, Michelle Hunziker, tandis que L'aurora est dédiée à sa fille qui naîtra quelques mois plus tard[réf. nécessaire]. Lettera al futuro est inspiré par l'histoire d'Edgar Allan Poe, Le Masque de la mort rouge.

## Liste des titres

### Dove c'è musica
| Édition standard originale en langue italienne | Édition standard originale en langue italienne | Édition standard originale en langue italienne                        | Édition standard originale en langue italienne | Édition standard originale en langue italienne | Édition standard originale en langue italienne | Édition standard originale en langue italienne | Édition standard originale en langue italienne | Édition standard originale en langue italienne | Édition standard originale en langue italienne |
| No                                             | Titre                                          | Auteur                                                                | Durée                                          |                                                |                                                |                                                |                                                |                                                |                                                |
| ---------------------------------------------- | ---------------------------------------------- | --------------------------------------------------------------------- | ---------------------------------------------- | ---------------------------------------------- | ---------------------------------------------- | ---------------------------------------------- | ---------------------------------------------- | ---------------------------------------------- | ---------------------------------------------- |
| 1.                                             | Dove c'è musica                                | Eros Ramazzotti, Claudio Guidetti, Maurizio Fabrizio, Adelio Cogliati | 4:49                                           |                                                |                                                |                                                |                                                |                                                |                                                |
| 2.                                             | Stella gemella                                 | Ramazzotti, Vladimiro Tosseto, Mario Lavezzi, Cogliati                | 4:44                                           |                                                |                                                |                                                |                                                |                                                |                                                |
| 3.                                             | Più bella cosa                                 | Ramazzotti, Guidetti, Cogliati                                        | 4:31                                           |                                                |                                                |                                                |                                                |                                                |                                                |
| 4.                                             | L'aurora                                       | Ramazzotti, Cogliati                                                  | 5:39                                           |                                                |                                                |                                                |                                                |                                                |                                                |
| 5.                                             | Lettera al futuro                              | Ramazzotti, Cogliati                                                  | 4:19                                           |                                                |                                                |                                                |                                                |                                                |                                                |
| 6.                                             | Io amerò                                       | Ramazzotti, Cogliati                                                  | 5:09                                           |                                                |                                                |                                                |                                                |                                                |                                                |
| 7.                                             | Questo immenso show                            | Ramazzotti, Cogliati                                                  | 5:31                                           |                                                |                                                |                                                |                                                |                                                |                                                |
| 8.                                             | Quasi amore                                    | Ramazzotti, Cogliati                                                  | 5:11                                           |                                                |                                                |                                                |                                                |                                                |                                                |
| 9.                                             | Yo sin tì                                      | Ramazzotti, Tosseto, Nacho Mañó                                       | 4:17                                           |                                                |                                                |                                                |                                                |                                                |                                                |
| 10.                                            | Lei però                                       | Ramazzotti, Tosseto, Cogliati                                         | 4:57                                           |                                                |                                                |                                                |                                                |                                                |                                                |
| 11.                                            | L'uragano Meri                                 | Ramazzotti, Cogliati                                                  | 4:51                                           |                                                |                                                |                                                |                                                |                                                |                                                |
| 12.                                            | Buona vita                                     | Ramazzotti, Tosseto, Cogliati                                         | 3:57                                           |                                                |                                                |                                                |                                                |                                                |                                                |
| 57:44                                          |                                                |                                                                       |                                                |                                                |                                                |                                                |                                                |                                                |                                                |

### Donde hay música
| Édition standard originale en langue espagnole | Édition standard originale en langue espagnole | Édition standard originale en langue espagnole                        | Édition standard originale en langue espagnole | Édition standard originale en langue espagnole | Édition standard originale en langue espagnole | Édition standard originale en langue espagnole | Édition standard originale en langue espagnole | Édition standard originale en langue espagnole | Édition standard originale en langue espagnole |
| No                                             | Titre                                          | Auteur                                                                | Durée                                          |                                                |                                                |                                                |                                                |                                                |                                                |
| ---------------------------------------------- | ---------------------------------------------- | --------------------------------------------------------------------- | ---------------------------------------------- | ---------------------------------------------- | ---------------------------------------------- | ---------------------------------------------- | ---------------------------------------------- | ---------------------------------------------- | ---------------------------------------------- |
| 1.                                             | Donde hay música                               | Eros Ramazzotti, Claudio Guidetti, Maurizio Fabrizio, Adelio Cogliati | 4:44                                           |                                                |                                                |                                                |                                                |                                                |                                                |
| 2.                                             | Estrella gemela                                | Ramazzotti, Vladimiro Tosseto, Mario Lavezzi, Cogliati                | 4:38                                           |                                                |                                                |                                                |                                                |                                                |                                                |
| 3.                                             | La cosa más bella                              | Ramazzotti, Guidetti, Cogliati                                        | 4:24                                           |                                                |                                                |                                                |                                                |                                                |                                                |
| 4.                                             | La aurora                                      | Ramazzotti, Cogliati                                                  | 5:37                                           |                                                |                                                |                                                |                                                |                                                |                                                |
| 5.                                             | Carta al futuro                                | Ramazzotti, Cogliati                                                  | 4:17                                           |                                                |                                                |                                                |                                                |                                                |                                                |
| 6.                                             | Yo amaré                                       | Ramazzotti, Cogliati                                                  | 5:07                                           |                                                |                                                |                                                |                                                |                                                |                                                |
| 7.                                             | Este inmenso show                              | Ramazzotti, Cogliati                                                  | 5:27                                           |                                                |                                                |                                                |                                                |                                                |                                                |
| 8.                                             | Casi amor                                      | Ramazzotti, Cogliati                                                  | 5:07                                           |                                                |                                                |                                                |                                                |                                                |                                                |
| 9.                                             | Yo sin tì (version en langue espagnole)        | Ramazzotti, Tosseto, Nacho Mañó                                       | 4:12                                           |                                                |                                                |                                                |                                                |                                                |                                                |
| 10.                                            | Pero ella                                      | Ramazzoti, Tosseto, Cogliati                                          | 4:50                                           |                                                |                                                |                                                |                                                |                                                |                                                |
| 11.                                            | Huracán Meri                                   | Ramazzotti, Cogliati                                                  | 4:46                                           |                                                |                                                |                                                |                                                |                                                |                                                |
| 12.                                            | Buena vida                                     | Ramazzotti, Tosseto, Cogliati                                         | 3:51                                           |                                                |                                                |                                                |                                                |                                                |                                                |
| 57:15                                          |                                                |                                                                       |                                                |                                                |                                                |                                                |                                                |                                                |                                                |

## Crédits
| - Eros Ramazzotti : chant, guitare - Michael Landau : guitare, guitare électrique - Nathan East, John Pena, John Pierce : basse - Paolo Gianolio : guitare acoustique, basse - Vinnie Colaiuta : batterie - Lenny Castro : percussions - Celso Valli : orgue Hammond, piano, claviers, chœurs - David Garfield : piano - Gary Grant, Jerry Hey : trompette - Charles Loper, Bill Reichenbach Jr : trombone - Kim Hutchcroft, Steve Tavaglione : saxophone ténor - Sid Page : violon - Alex Baroni, Alex Brown, Antonella Pepe, Jim Gilstrap, Emanuela Cortesi, Phillip Ingram, Luca Jurman, Lynn Davis, Traisey Elana Williams : chœurs | - Production : Eros Ramazzotti - Ingénierie : Alberto Bonardi, Tommy Vicari, Luca Bignardi - Mixage : Humberto Gatica, Luca Bignardi - Mixage (assistants) : Alberto Bonardi, Marco Borsatti - Direction, arrangements : Celso Valli - Programmation : Luca Bignardi, Celso Valli - Direction artistique, concept : Mimmo Verduci - Adaptation : Nacho Maño - Photographie : Michelangelo Di Battista |

## Certifications
Liste non exhaustive
| Région                                                                                                 | Certification   | Ventes/Streams |
| --- | --------------- | -------------- |
| Allemagne (BM)                                                                                         | 3 × Or          | 750 000^       |
| Autriche (IFPI)                                                                                        | 3 × Platine     | 150 000x       |
| Brésil (ABPD)                                                                                          | Or              | 20 000*        |
| États-Unis (RIAA)                                                                                      | Platine (Latin) | 100 00^        |
| Finlande (IFPI)                                                                                        | Platine         | 41 025         |
| France (SNEP)                                                                                          | Platine         | 500 000*       |
| Suède (GLF)                                                                                            | Platine         | 100 000^       |
| Suisse (IFPI)                                                                                          | 4 × Platine     | 200 000x       |
| Résumé                                                                                                 |                 |                |
| Europe (IFPI)                                                                                          | 4 × Platine     | 1 000 000*     |
| *Ventes selon la certification ^Mise en rayon selon la certification xNon précisé par la certification |                 |                |